# Galaxita
La galaxita és un mineral de la classe dels òxids, que pertany al grup de l'espinel·la. Rep el seu nom de la localitat de Galax, a Carolina del Nord, molt a prop de la seva localitat tipus.

## Característiques
La galaxita és un òxid de fórmula química (Mn,Fe,Mg)(Al,Fe)₂O₄. Cristal·litza en el sistema isomètric. Forma cristalls octaèdrics i grans arrodonits, d'aproximadament 0,5 mil·límetres. La seva duresa a l'escala de Mohs és 7,5.
Segons la classificació de Nickel-Strunz, la galaxita pertany a «04.BB: Òxids amb proporció Metall:Oxigen = 3:4 i similars, amb només cations de mida mitjana» juntament amb els següents minerals: cromita, cocromita, coulsonita, cuprospinel·la, filipstadita, franklinita, gahnita, hercynita, jacobsita, manganocromita, magnesiocoulsonita, magnesiocromita, magnesioferrita, magnetita, nicromita, qandilita, espinel·la, trevorita, ulvöspinel·la, vuorelainenita, zincocromita, hausmannita, hetaerolita, hidrohetaerolita, iwakiïta, maghemita, titanomaghemita, tegengrenita i xieïta.

## Formació i jaciments
Es troba en dipòsits de manganès metamorfosats, en zones riques en carbonats poc saturats de sílice. Sol trobar-se associada a altres minerals com: al·leghanyita, rhodonita, sonolita, spessartina, tefroïta, kutnohorita, manganhumita, jacobsita, kellyita, alabandita, katoptrita, magnetita, manganostibita, magnussonita o manganhumita. Va ser descoberta l'any 1932 al dipòsit de Bald Knob, a Sparta (Carolina del Nord, Estats Units).